# Morando com o Crush
Morando com o Crush é um filme de comédia romântica brasileiro, produzido pela Paris Filmes coprodução da Paramount Pictures e da Simba Content é conta com roteiro de Sylvio Gonçalves e direção de Hsu Chien. O filme estreou em 23 de maio de 2024 nos cinemas. É estrelado por Giulia Benite e Victor Figueiredo.

## Sinopse
Luana (Giulia Benite) compartilha com o seu pai, Fábio (Marcos Pasquim), uma situação em comum: a falta de sorte no amor. Desde o falecimento de sua esposa, ele não consegue engatar em nenhum relacionamento sério e arrumar uma namorada ideal parece ser um sonho cada vez mais distante. Porém, tudo muda quando ele se apaixona por uma colega de trabalho e começa a fazer planos para morar com ela. O que parecia uma ideia um pouco fora de cogitação, acaba se tornando um novo caminho, repleto de novos obstáculos, paciência, amor e cumplicidade para ambos, pois a tal amiga de Fábio é nada mais, nada menos, que Antônia (Carina Sacchelli), a mãe de Hugo (Vitor Figueiredo) . Após a nova família se mudar para uma cidade do interior, Luana e Hugo precisam aprender a conviver juntos, a dividir as tarefas da casa com os seus pais e lidar com o crush que têm um no outro.

## Elenco
- Giulia Benite como Luana
- Vitor Figueiredo como Hugo
- Marcos Pasquim como Fábio
- Carina Sacchelli como Antônia
- Juliana Alves como Karina
- Ed Gama como Cledir
- Juliana Oliver como Priscilla

## Produção
O filme começou a ser rodado entre setembro e outubro de 2022. As filmagens ocorreram em Rio Grande do Sul: Porto Alegre e Nova Petrópolis..